# My Winter Storm
My Winter Storm ist das zweite Album von Tarja Turunen und das erste nach der Trennung der Sängerin von Nightwish. Der Name des Albums My Winter Storm ist dem Refrain des Stücks I Walk Alone entnommen und bezieht sich nach Angabe der Künstlerin auf ihre Fans, die sie in der schweren Zeit der Trennung von Nightwish unterstützt haben. Da das vorige Weihnachts-Solo-Album Henkäys Ikuisuudesta noch während ihrer Zeit als Sängerin bei Nightwish produziert wurde, wird My Winter Storm in der Presse häufig als das Debütalbum von Tarja Turunen bezeichnet.

## Entstehungsgeschichte
Die ersten Demoaufnahmen des Albums wurden am 23. Mai 2007 in Buenos Aires abgeschlossen. Die Lieder des Albums entstanden in Zusammenarbeit mit mehreren Songwritern. Unter anderem waren Angela Heldmann, Anders Wollbeck, Mattias Lindblom, Kiko Masbaum, Michelle Leonard, Torsten Stenzel, Adrian Zagoritis und Kiko Loureiro an den Texten und den Arrangements des Albums beteiligt. Turunen beteiligte sich bei 9 der 14 Stücke an dem Songwriting-Prozess, schrieb aber nur das Stück Oasis komplett selbst.
Die Aufnahmen fanden in verschiedenen Tonstudios in den USA, Finnland, Ibiza und Irland statt. Im Oktober 2007 war der Aufnahmeprozess abgeschlossen.
Es wurde am 19. November 2007 veröffentlicht und ist als einfache CD-Ausgabe sowie mit einer zusätzlichen DVD erhältlich.
Das Cover zeigt die Sängerin im Schneetreiben in einer Winterlandschaft.
Im Januar 2009 wurde eine Fan-Edition von My Winter Storm als Doppel-CD herausgegeben, die drei weitere Lieder enthält. Neben dem Stück Enough, ist das in Deutschland bisher noch unveröffentlichte Stück The Seer sowohl in der in Großbritannien veröffentlichten Version, als auch in Form eines Duetts von Tarja Turunen mit Doro Pesch enthalten. Des Weiteren ist eine Interpretation des Stücks Wisdom of Wind enthalten. Dieses wurde von Jeff Rona und Lisa Gerrard für die olympische Regatta in Peking geschrieben. Ursprünglich sollte Turunen das Stück singen, sie musste dies aber ablehnen, da ihre Tournee dafür keine Zeit ließ. Dennoch gefiel ihr das Stück so gut, dass sie es für die Fan-Edition vorgemerkt hatte.

## Stil
Musikalisch bewegt sich das Werk in etwa zwischen drei Richtungen: Der zuletzt mit Nightwish produzierten Musik, klassisch sinfonischen und orchestralen, an Filmmusik erinnernden Einflüssen und experimentellen Klängen, die keinem Genre zugeordnet werden können. Insgesamt überwiegen getragene Balladen. Das Spektrum reicht aber auch bis zu hartem Power Metal. Vor allem konzentriert sich das Album auf die Stimme der Sängerin.

## Kommerzieller Erfolg
Das Album erreichte in Turunens Heimat Finnland innerhalb eines Tages Gold-Status, 15.000 Einheiten des Albums wurden am Veröffentlichungstag verkauft. Insgesamt erreichte das Album in Finnland Platin-Status. Gold-Status erreichte das Album auch in Russland, Ungarn, der Tschechischen Republik, der Schweiz und Deutschland. In Deutschland erreichte das Album My Winter Storm Platz 3 und die Single I Walk Alone Platz 16 der Charts. Die zweite Single Die Alive erreichte die Top 100 der deutschen Single-Charts auf Platz 76.
Insgesamt verkaufte sich das Album weit über 500.000 mal und ist damit Turunens erfolgreichstes.

## Titelliste
1. Ite, Missa Est – 0:27
2. I Walk Alone – 3:53
3. Lost Northern Star – 4:22
4. Seeking for the Reign – 0:58
5. The Reign – 4:07
6. The Escape of the Doll – 0:32
7. My Little Phoenix – 4:01
8. Boy and the Ghost – 4:36
9. Sing for me – 4:16
10. Oasis – 5:10
11. Poison – 4:01
12. Our Great Divide – 5:05
13. Sunset – 0:36
14. Damned and Divine – 4:19
15. Die Alive – 4:05
16. Minor Heaven – 3:53
17. Ciarans Well – 3:39
18. Calling Grace – 2:46
19. Damned Vampires And Gothic Divine (Bonus)
20. I Walk Alone (Artist Version) (Bonus)
21. I Walk Alone (In Extremo Remix) (Bonus)

## Lieder
Ite Missa Est („Gehet hin in Frieden“) ist ein dem Mozart-Requiem entlehntes instrumentales Vorspiel für das als Single veröffentlichte Stück „I Walk Alone“.
Lost Northern Star wurde in Ibiza zusammen mit Michelle Leonard und Kiko Masbaum geschrieben. Das Lied sollte mit den harten Riffs und dem „opernhaften“ Gesang einen Gegenpol zu den klassischer angehauchten Stücken des Albums bilden. Als Hommage an Rammstein sang Turunen die Zeile „my soul burns“ (dt. „Meine Seele brennt“).
Sing for Me war der letzte Song, der für das Album geschrieben wurde. Das Lied gefiel Turunen besonders wegen der gespenstischen Atmosphäre aufgrund der Orchester- und Chor-Arrangements.
Boy and the Ghost ist ganz ähnlich angelegt wie Sing for Me. Die Melodie wird von Klavier, Schlagzeug und Bass getragen, ist aber stellenweise von einem Orchester untermalt. Der Gesang von Turunen ist mit eigenen Vocals und Chorpassagen unterlegt.
Minor Heaven ist von Gesang und Klavier her an ein klassisches Kunstlied angelehnt. Die Melodie verbreitert und vertieft sich im Laufe des Stücks durch Hinzukommen von E-Gitarre und Orchester.

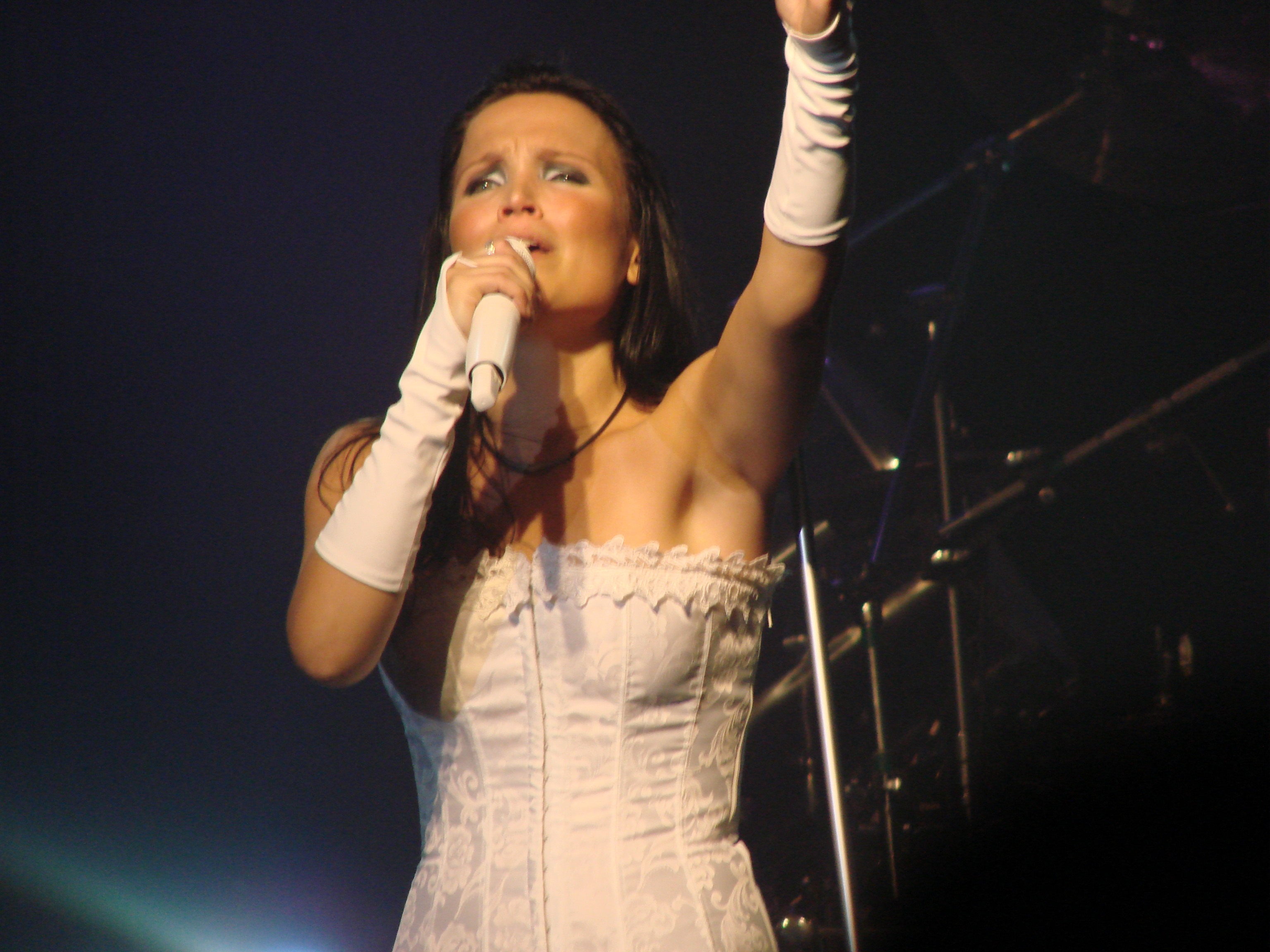
Tarja Turunen während der My Winter Storm Tour (2008)

Die Melodie zu der Ballade Our Great Divide wurde von Anders Wollbeck und Mattias Lindblom geschrieben. Tarja Turunen schrieb die Melodie etwas um und schrieb den Text zusammen mit Hanne Sorvaag auf Ibiza. Es handelt sich um ein Liebeslied über zwei Menschen, die ein schweres Zerwürfnis haben. Die Künstlerin erklärte hierzu in ihrem Blog, dass sie das Lied als Liebeslied begonnen, aber nicht sagen kann, wo es letztlich geendet hat.
My Little Phoenix ist im Walzertakt gehalten.
I Walk Alone ist inspiriert von einem Motiv aus Wolfgang Amadeus Mozarts Requiem. Es war die erste Single des Albums. Im Studio wurde eine Version mit verstärktem Gitarren-Einsatz und eine Version mit verstärktem Orchester-Einsatz ausprobiert. Da sich Turunen nicht zwischen den beiden Versionen entscheiden konnte, wurden einfach beide Versionen veröffentlicht. Das dazugehörige Video wurde am Teufelssee in Berlin unter der Regie von Jörn Heitmann aufgenommen. In dem Video erscheinen vier Figuren – "The Phoenix", "The Dead Boy", "The Doll" und "The Queen of Ice" –, die Turunens Persönlichkeit repräsentieren. Für ihren letzten Boxkampf vor 8,8 Millionen Fernsehzuschauern lud Regina Halmich Turunen ein, I Walk Alone als Eröffnungsstück zu singen, da der Song „sehr emotional und sehr gewaltig ist“ und die Zuschauer für den Abschiedskampf in die richtige Stimmung bringen sollte. Ein Remix des Songs wurde von In Extremo angefertigt.
Die Alive handelt davon, jeden Moment seines Lebens zu genießen. Die Sängerin bezeichnet das Lied als „fight song without any swords or blood“. Es geht um den Kampf in seinem Leben das tun zu können was man will, so dass man, wenn man am nächsten Tag sterben sollte, vorher gelebt hat. Zu dem Lied wurde ein Video gedreht.
Oasis wurde zur Gänze von der Sängerin selbst geschrieben und ist auf Finnisch gesungen. Es handelt von innerem Frieden und ist ihrem Ehemann Marcelo Cabuli gewidmet.
Poison ist eine Coverversion des Titels von Alice Cooper und in der Kritik allgemein unbeliebt.
Damned and Divine wurde von Torsten Stenzel, Angela Heldmann, Adrian Zagoritis und Turunen geschrieben. Der Bonustrack Damned Vampire & Gothic Divine ist eine andere, gitarrenlastigere Version des Songs.
The Reign wurde von Torsten Stenzel und Turunen geschrieben, als die beiden sich in Ibiza trafen, um mehrere Lieder des Albums zu diskutieren. Stenzel übernahm zusätzlich die Keyboard-Parts des Albums. Das Cello wurde von Martin Tillmann eingespielt. Das Stück war ursprünglich als Instrumental gedacht. Nach einigen Demo-Aufnahmen entschieden sich Turunen und Stenzel, doch Gesang einzufügen. Jedoch enthält die Fan-Edition einen Bonustrack, der eine instrumentale Version des Stückes darstellt und stark an einen Filmsoundtrack erinnert.
Ciarán’s Well entstand in Irland, wo das Schlagzeug, der Bass und die Gitarren eingespielt wurden. Der eigentliche Text wurde in Hamburg geschrieben. Der Titel beruht auf einem heiligen Brunnen, der sich in der Nähe des Studios befunden hat. Die Gitarren-Riffs stammen ursprünglich aus einer Jamsession von Doug Wimbish und Alex Scholpp.
The Seer ist als Bonustrack bisher nur auf der UK-Version des Albums erhältlich. Es handelt sich um einen für den Stil des Albums eher unüblichen, symphonischen Rocksong.

## „My Winter Storm“-Tour

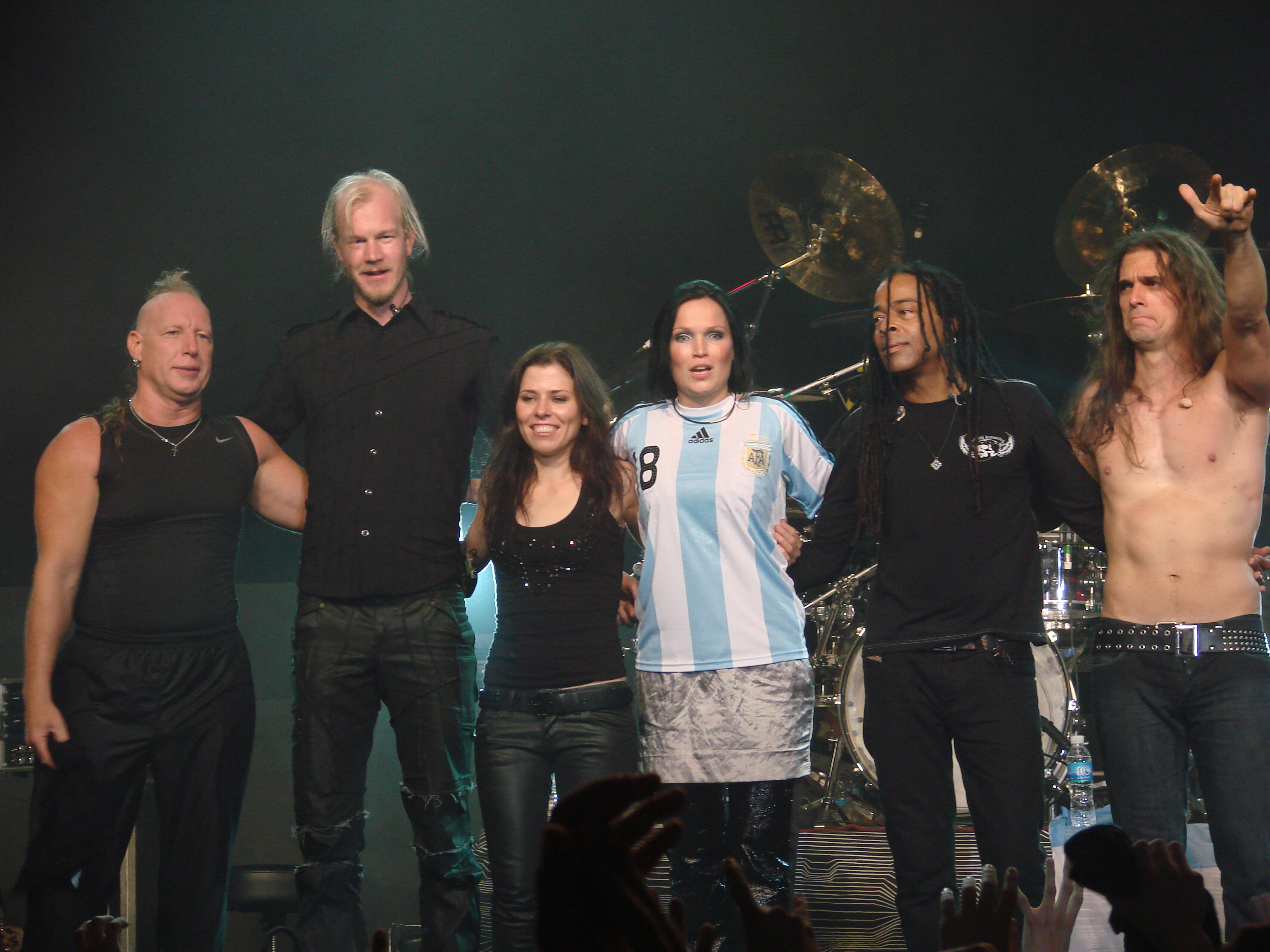
Mike Terrana, Max Lilja, Maria Ilmoniemi, Tarja Turunen, Doug Wimbish und Kiko Loureiro während der My Winter Storm Tour-(2008)

Auf der „My Winter Storm“-Tour wurde Tarja Turunen von dem 25. November 2007 bis Ende Herbst 2009 von folgenden Musikern begleitet:
- Bass: Doug Wimbish bzw. Oliver Holzwarth
- E-Gitarre: Kiko Loureiro bzw. Alex Scholpp
- Schlagzeug: Mike Terrana
- Keyboard: Maria Ilmoniemi
- Cello: Max Lilja
- Gesang, E-Gitarre, Keyboard: Toni Turunen

## DVD
- Fotogalerie
- I Walk Alone (Single Version)
- I Walk Alone (Artist Version)
- I Walk Alone (Making of the video)
- My Winter Storm (Making of the album)

## Singleauskopplungen
- I Walk Alone
- Die Alive
- Enough (nur in Großbritannien digital veröffentlicht)

## Kommerzieller Erfolg

### Chartplatzierungen
| ChartsChartplatzierungen | Höchstplatzierung | Wochen |
| ------------------------ | ----------------- | ------ |
| Deutschland (GfK)        | 3 (9 Wo.)         | 9      |
| Finnland (IFPI)          | 1 (9 Wo.)         | 9      |
| Österreich (Ö3)          | 11 (4 Wo.)        | 4      |
| Schweiz (IFPI)           | 15 (9 Wo.)        | 9      |

### Auszeichnungen für Musikverkäufe
| Land/Region        | Auszeichnungen für Musikverkäufe (Land/Region, Auszeichnung, Verkäufe) | Verkäufe |
| ------------------ | ---------------------------------------------------------------------- | -------- |
| Deutschland (BVMI) | Gold                                                                   | 100.000  |
| Finnland (IFPI)    | Gold                                                                   | 28.903   |
| Russland (NFPF)    | Gold                                                                   | 10.000   |
| Insgesamt          | 3× Gold ·                                                              | 138.903  |